# Occidentul colectiv
Occidentul colectiv (în rusă Коллективный Запад, transliterat: Kolectivnîi Zapad și în engleză The Collective West) este un concept prezent în discursul public politic rus care se referă în prezent, cu conotații negative, la grupul democrațiilor liberale. Acestui grup i se atribuie un curs de confruntare cu Rusia, conceptul servind la constituirea unei formule ideologice, de natură să consolideze societatea rusă în jurul regimului care o guvernează. Actual conceptul include toate ideile dominante despre Lumea occidentală larg răspândite în politica rusă, după anexarea Crimeei în anul 2014.

## Context

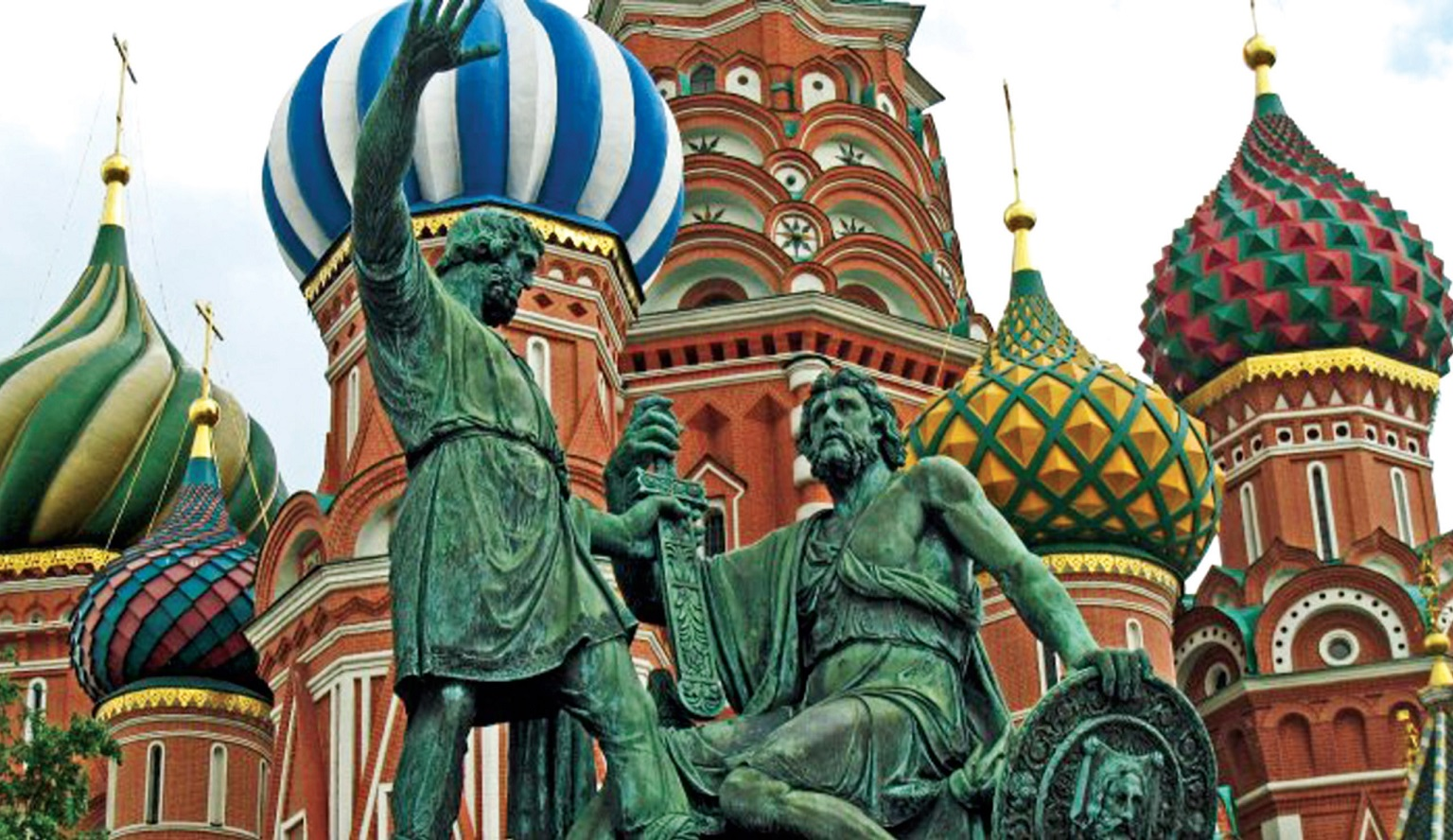
en, astfel cum a fost simbolizată prin Catedrala Sfântul Vasile din Moscova, aflată în spatele en, de către en în anul 2015.,

Conceptul de Occident, care, formalizează caracteristici geografice, geopolitice, culturale și economice nu a fost niciodată unul clar definit, inclusiv din punct de vedere al semnificației și este și în prezent, în discuție. În cadrul acestei discuții, subiectul includerii Rusiei la lumea occidentală, din punct de vedere al valorilor și al civilizației, a fost și este subiect de dezbatere. Această dezbatere, atât pe teren științific cât și public include nu numai afilierea Rusiei la Occident, ci și la Europa. Dacă perioada dintre începutul Primului Război Mondial și destrămarea Uniunii Sovietice (1914-1991) a fost una conflictuală între Vest și Est și în care Rusia a fost socotită ca fiind înafara Occidentului, după 1991 discursul politic și științific occidental și-a asumat victoria propriului model și sarcina de a-l exporta în întreaga lume, iar acest plan a funcționat, până în momentul în care establishmentul politic rus a decis, în anul 2007 (reperul fiind discursul președintelui rus Vladimir Putin de la München⁠(en)[traduceți] din acel an), că este momentul să-și dezvolte propriile idei și să-și susțină propriile interese, din punct de vedere geopolitic.
     State membre ale Uniunii Economice Eurasiatice
     State cu statut de observator
     State candidate

State membre ale Uniunii Economice Eurasiatice
State cu statut de observator
State candidate

Din acel punct, valorile asumate de societatea rusă au început să se reorienteze de la cele occidentale spre standarde și idei proprii, procesul de extindere al NATO⁠(en)[traduceți] a căpătat o percepție negativă în cadrul elitelor ruse și mesianismul Statele Unite ale Americii a fost reinterpretat în cadrul acestor elite ca și amenințare, la adresa securității și stabilității internaționale. Cu toate acestea, până în anul 2014 Rusia a mai fost în continuare considerată o parte a sistemului de valori occidentale și de civilizație. În ce privește apartenența sa la sistemul de valori și de civilizație europene, există opinia că Rusia, deși nu va face parte din Europa, totuși ea „va rămâne în esență europeană”.
Sub aspectul discursului politic din Rusia, anul 2007 poate fi socotit astfel momentul de debut al schimbării de perspectivă asupra SUA și în mod gradual ulterior, asupra întregii lumi Occidentale. Mai târziu, anul 2015 a dat startul unei competiții între Rusia, SUA și Uniunea Europeană, iar proiectul european în care Rusia se angajase a fost înlocuit cu cel al Uniunii Economice Eurasiatice, în care aceasta ar fi urmat să domine spațiul statelor postsovietice. În acest context, în ce privește discursul politic a apărut astfel, nevoia de definire a Vestului sub forma unui nou concept, care concept s-a conturat treptat.
Folosirea actuală a termenului simplificator de Occident colectiv, în raport cu Lumea occidentală, a ajuns să se facă în prezent în contextul în care, cele două entități se consideră în mod reciproc drept amenințări una pentru alta și s-au angajat după anexarea Crimeii de către Federația Rusă, într-o spirală a confruntării.

## Evoluția conceptului

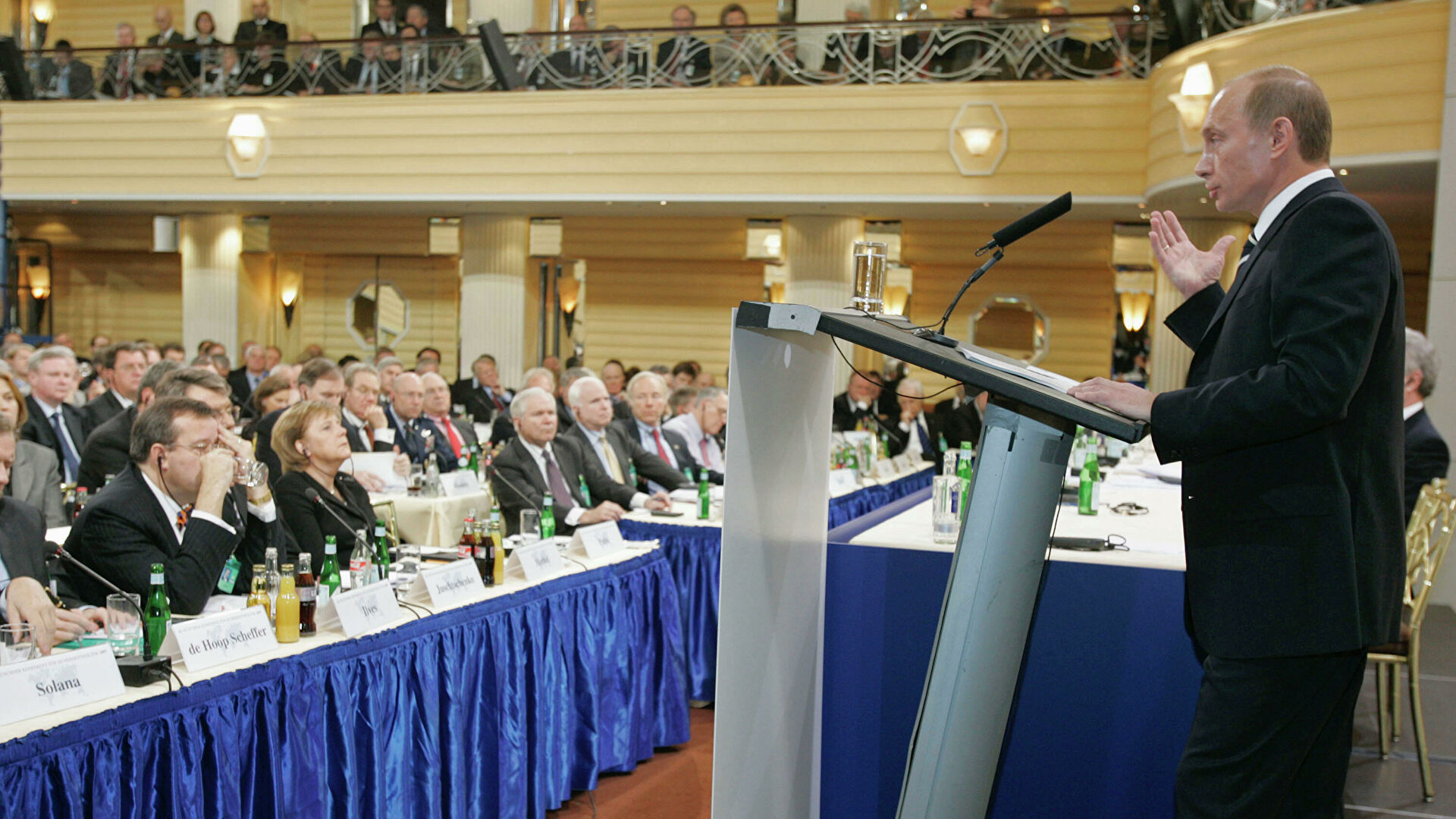
Vladimir Putin la München în februarie 2007.

Conceptul se întâlnește folosit încă din anul 2006, în formulările experților legate de interesele politice și economice comune ale UE și SUA, folosirea sa schimbându-se în contextul creșterii tensiunilor dintre Rusia și țările din Vest, succesive momentului anului 2007. Folosit ulterior inițial cu ghilimele (ceea ce astăzi încă se păstrează în presa de factură liberală rusă, deși folosirea sa actuală pe scară largă este fără glilimele), a fost utilizat frecvent de Ministerul Afacerilor Externe rus.

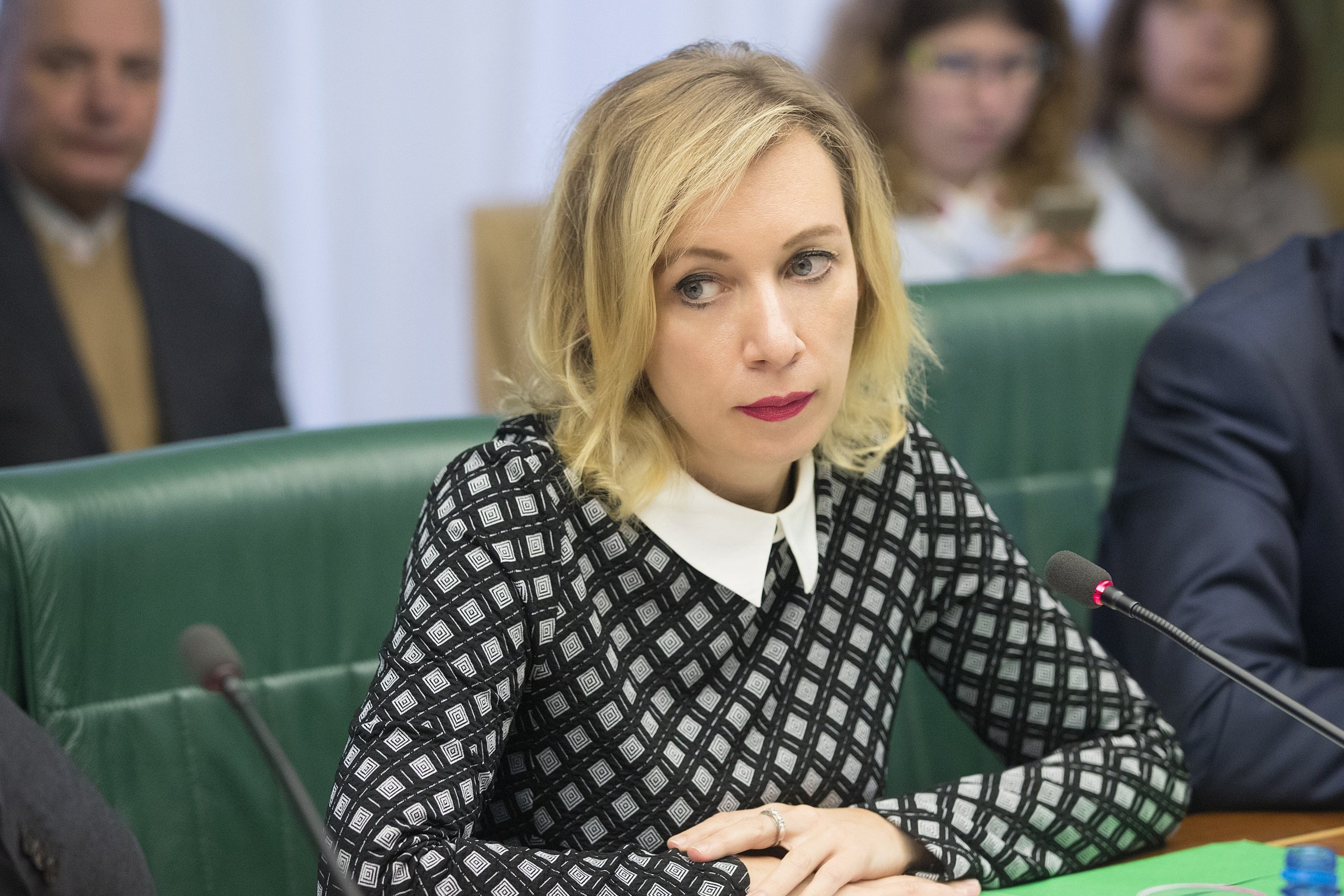
ru, în 2016, i se atribuie consacrarea sensului actual al termenului de Occident colectiv.

În anul 2014 ministrul de externe rus Serghei Lavrov a folosit termenul de „Occident istoric” cu referire la Uniunea Europeană, dar într-un context în care discursul politic public rus încerca, în situația în care relațiile Rusiei cu Occidentul se deteriorau, să formuleze în mod distinct un termen de identificare pentru noul inamic. Doi ani mai târziu, termenul de Occident colectiv a căpătat și el definitiv acest nou sens, după folosirea sa de către purtătoarea de cuvânt a Ministerului de Externe rus⁠(ru)[traduceți], fiind folosit sporadic și coexistând cu și fără ghilimele până în 2018, cu termenului de Occident istoric.
Din anul 2021 conceptul a intrat și în uzul președinției ruse, adăugându-i-se, după caz și precizarea „așa numitul” [Occident colectiv]. Caracteristicile atribuite sunt cele ale unui partener în care nu se poate avea încredere și care folosește standarde duble, pune la cale conspirații și omite să respecte regulile. În prezent termenul, al cărui sens este dat de către elita politică rusă și în mod special de către președintele rus, se regăsește cel mai frecvent în textele mass-mediei conservatoare și antioccidentale ruse, care citează  și discută în cele mai multe cazuri discursurile politicienilor, funcționarilor de stat și diplomaților, fiind mai puțin întâlnit în textele mass-mediei liberale ruse prooccidentale.

## Situația actuală
Conceptul are actual are conotații negative și include toate ideile dominante despre Lumea occidentală larg răspândite în politica rusă, după anexarea Crimeei în anul 2014.
- experiența traumatică a negocierilor ruso-occidentale cu un Occident care încearcă să-și impună sistemul de valori și modelele, slăbind în același timp Rusia[5][A]
- expansiunea, sub conducerea Statelor Unite, a modului de viață occidental și a instituțiilor vestice în spațiul post-sovietic[8][B]
- Rusia, o fortăreață antioccidentală aflată în prima linie care se îndreaptă spre propria identitate⁠(en)[traduceți] și o asociere cu Asia⁠(en)[traduceți], este singura din lume care luptă împotriva expansiunii occidentale[8][C]
- Vestul colectiv este un partener în care nu se poate avea încredere și care a ignorat toate regulile,[8] iar Rusia este o victimă a acestuia[9][D]
- Vestul colectiv nu înțelege nici Rusia ca stat și nici modul de viață rus[9][E]
- Vestul colectiv este unit împotriva inamicului comun, Rusia, considerată în mod necondiționat și dovedit, vinovată.[9][F]

A Din punctul de vedere rus, anii 1990 au reprezentat o epocă în care Occidentul a încercat, dar nu a reușit să impună rușilor modelul său și sistemul său de valori, iar implementarea rapidă și radicală a liberalismului economic și a democrației, în sistemul politic, s-a asociat cu amplificarea „zonelor gri” în economie, a mafiei, instabilității și corupției politice. Tentativa occidentală de reformare a sistemului rus de atunci este percepută astfel că și o „trădare”, conform acestei viziuni Rusia „plătind un preț mare”, pentru faptul că a avut încredere în Vest. Occidentul colectiv a devenit, în această perspectivă, un parter în care nu se poate avea încredere și care a acționat, atunci, folosind slăbiciunea Rusiei pentru propriile sale interese. Actual politicienii ruși se simt mândri că acționează independent de voința și interesele statelor occidentale, ale căror îndemnuri nu mai sunt percepute ca și un ghide de acțiune.
B Politica occidentală este inerent văzută ca și o tentativă de expansiune a a modului de viață și a instituțiilor occidentale, sub conducerea SUA. În opinia rusă NATO și SUA reprezintă nucleul militarist al lagărului occidental, se consideră conducători ai lumii și orice încercare de contestare, a acestei pretenții, este etichetată de Occidentul colectiv drept o amenințare la adresa securității mondiale. În ce privește spațiul postsovietic, Rusia se vede pe sine ca o protectoare împotriva expansiunii Occidentului colectiv, în acest areal, în mod predilect în Asia Centrală, Ucraina și Georgia, iar în lipsa opoziției sale, însuși statul rus poate ajunge subiect al „scenariului urainean”.